# 1108

## Události
- 27. říjen – došlo k vyvraždění rodu Vršovců na Vraclavi a Libici na příkaz Přemyslovců

## Narození
- ? – Bohemund II., normanský válečník, kníže z Tarentu a Antiochie († 1131)
- ? – Leopold IV. Babenberský, rakouský markrabě a bavorský vévoda († 18. října 1141)
- ? – Alice Jeruzalémská, kněžna z Antiochie († po 1136)
- ? – Balduin IV. Henegavský, henegavský hrabě († 6. listopadu 1171)
- ? – Raimond z Poitiers, francouzský šlechtic, kníže z Antiochie († 29. června 1149)

## Úmrtí
- 29. července – Filip I., francouzský král (* 1052)
- 4. srpna – Minamoto Jošiie, japonský samurajský velitel (* 1041)
- 17. prosince – Judita Grojčská, česká princezna, dcera Vratislava II. (* 1066)

## Hlavy států
- České knížectví – Svatopluk Olomoucký
- Svatá říše římská – Jindřich V.
- Papež – Paschalis II.
- Anglické království – Jindřich I. Anglický
- Francouzské království – Filip I. – Ludvík VI. Francouzský
- Polské knížectví – Boleslav III. Křivoústý
- Uherské království – Koloman
- Byzantská říše – Alexios I. Komnenos
- Jeruzalémské království – Balduin I.